# بيلي براغ
بيلي براغ (بالإنجليزية: Billy Bragg)‏ هو كاتب أغاني وكاتب ومغني وعازف قيثارة ومغن مؤلف بريطاني، ولد في 20 ديسمبر 1957 في Barking, London ‏ في المملكة المتحدة.

## وصلات خارجية
- الموقع الرسمي
- بيلي براغ على موقع IMDb (الإنجليزية)
- بيلي براغ على موقع الموسوعة البريطانية (الإنجليزية)
- بيلي براغ على موقع ميوزك برينز (الإنجليزية)
- بيلي براغ على موقع ميوزك برينز (الإنجليزية)
- بيلي براغ على موقع رولينغ ستون (الإنجليزية)
- بيلي براغ على موقع إن إن دي بي (الإنجليزية)
- بيلي براغ على موقع أول ميوزيك (الإنجليزية)
- بيلي براغ على موقع ديسكوغز (الإنجليزية)
- بيلي براغ على موقع قاعدة بيانات الفيلم (الإنجليزية)